# Streblocera silvicola
Streblocera silvicola är en stekelart som beskrevs av Ku 1997. Streblocera silvicola ingår i släktet Streblocera och familjen bracksteklar. Inga underarter finns listade i Catalogue of Life.